# Terri Hendrix
Terri Hendrix (* 13. Februar 1968 in San Antonio, Texas) ist eine US-amerikanische Country-Sängerin und Songwriterin. Sie lebt und arbeitet in San Marcos, Texas.

## Leben
Terri Hendrix wurde im Jahr 1968 im Brooke Army Medical Center in Fort Sam Houston geboren. Als Tochter eines in Vietnam mit einem Purple Heart ausgezeichneten Command Sergeant Majors der United States Army führte sie eine eher nomadische Kindheit. Aufgrund von Stationierungwechseln verbrachte sie einige Jahre davon in Panama. Erziehung zur Unabhängigkeit waren für sie, ihren Bruder und ihre ältere Schwester bestimmend. Erste Bekanntschaft mit der Country-Musik machte sie bereits zu Hause: Ihr Vater brachte ihr ein paar Akkorde bei, so dass sie zusammen Stücke von Dolly Parton und Patsy Cline singen konnten.

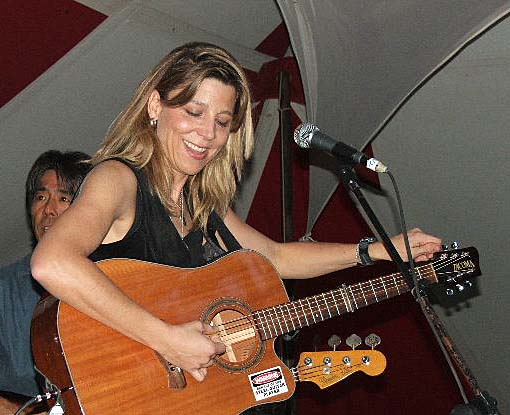
Live-Auftritt von Terri Hendrix auf dem Old Settler's Music Festival in Austin, 2006.

Zurück in San Antonio, sang Terri Hendrix im High-School-Chor der Mac Arthur High, mit Schwerpunkt Oper und Broadway. Am Ende ihrer High-School-Zeit gewann sie ein Stipendium für klassische Musik an der Hardin-Simmons University in Abilene (Texas), wechselte allerdings schon bald auf die Southwest Texas State University in San Marcos, wo sie bis heute lebt. Ihre musikalische Karriere begann in den frühen 1990er Jahren als Coffeehouse Act bei Open Mike-Sessions rund um San Antonio und San Marcos. In der Folgezeit verließ sie die Universität und konzentrierte sich ganz aufs Songwriting und Gitarre-Spielen mit ihrem neuen Mentor Marion Williamson. Als Gegenleistung für Arbeit auf ihrer Wilory Farm in Hye, Texas gab diese der Nachwuchssängerin Gitarren- und Gesangsunterricht. Die überzeugte Philanthropistin Williamson beeinflusste die junge Musikerin sowohl in spiritueller als auch in musikalischer und businesstechnischer Hinsicht. Zwischen den beiden entwickelte sich eine tiefe freundschaftliche Beziehung, bis zu Williamsons Krebstod im Jahr 1997.
Ihr erstes Album „Two Dollar Shoes“ (1996), veröffentlicht auf dem eigenen Label Tycoon Cowgirl Records, wurde ein lokaler Hit. Als Anerkennung für ihre Mentorin Marion Williamson benannte sie ihr Label 1997 in Wilory Records um. Kurz nach dem Erscheinen ihres Erstlings lernte sie den Produzenten und Multi-Instrumentalisten Lloyd Maines kennen. Maines, Vater von Natalie Maines (Dixie Chicks) sowie Produzent von Musikern sowie Bands wie Robert Earl Keen, Joe Ely, Richard Buckner und Wilco, produziert seither ihre Alben und wirkt als Aufnahmemusiker sowie Kernmitglied von Terri Hendrix’ Band im Hintergrund.
Die drei Nachfolgealben von „Two Dollar Shoes“ (1998 „Wilory Farm“, 1999 „Live“ und 2000 „Places in Between“) machten Terri Hendrix einem überregionalen Publikum bekannt und bedeuteten kommerziell gesehen einen eindeutigen Durchbruch. Zu „Wilory Farm“ und „Places in Between“ fanden sich auch in der deutschen Ausgabe des Musikmagazins Rolling Stone wohlwollende Kritiken. Der temporäre Bekanntheitsgrad in Deutschland ließ sich allerdings in der Folgezeit nicht halten – anders als in den USA, wo die Künstlerin längst als anerkanntes Mitglied der weitgefächerten New-Country- und Alternative-Country-Szene gilt. Auf „Places in Between“ folgten die beiden Alben „The Ring“ (2002) und „The Art of Removing Wallpaper“ (2004). Im November 2005 erschien mit „Celebrate the Difference“ die bislang letzte Veröffentlichung: eine CD speziell für Kinder. Unter anderem enthält sie eine Neuauflage des in spanisch und englisch dargebotenen Hendrix-Songs „Lluvia de Estrellas“ sowie einige Coverstücke, darunter „Car Car“ von der US-amerikanischen Folksong-Legende Woody Guthrie.
In der Besetzung Terri Hendrix (git, voc, harm, mand) und Lloyd Maines (git, steel, dobro, mand) trat die Sängerin auf einigen namhaften Festivals in den USA und in Europa auf, darunter dem Blue Highways Festival in Utrecht, dem Newport Folk Festival, dem Philadelphia Folk Festival und dem Mountain Stage Folk Festival. Wenn sie nicht als Duo touren, wird die Besetzung verstärkt durch den Percussionisten Paul Pearcy und den Bassisten Glenn Fukunaga. Gemeinsam veranstalten Terri Hendrix und Lloyd Maines einen jährlich stattfindenden Songwriter-Workshop, welcher sowohl den kreativen Prozess als auch businesstechnische Aspekte thematisiert. Ansonsten war Terri Hendrix Co-Autorin des 2002 mit einem Grammy ausgezeichneten Instrumentals „Lil' Jack Slade“ von den Dixie Chicks.

## Stil und Kritiken
Terri Hendrix schreibt die meisten ihrer Songs selbst. Ihre Musik ist von unterschiedlichen Stileinflüssen geprägt. Neben den auf den ersten drei Alben noch vorherrschenden Stilrichtungen Western Swing und klassischem Folk finden sich zunehmend auch Elemente aus Rock, Blues und Pop. Die Musikerin selbst nennt als wesentliche Einflüsse Musiker wie Mississippi John Hurt, Sonny Boy Williamson II., Paul Simon sowie Ella Fitzgerald und beschreibt ihren Stil als einmalige Mischung aus Folk, Roots-Pop, Country und Scat-Jazz.
Selbstbestimmung und das Entfalten der eigenen kreativen Potenziale sind Terri Hendrix ein wesentliches Anliegen. Aufgrund ihrer roots-basierenden Musik sowie ihrer reservierten Haltung gegenüber der Musikindustrie wird sie des Öfteren mit Michelle Shocked und Ani DiFranco verglichen. Die Texas Monthly etwa skizziert sie als eine „Sheryl Crow in Overalls oder eine bodenständige Version von Ani DiFranco“. Gesellschaftskritik in allgemeiner Form – etwa an der sehr konventionell orientierten Auswahlweise von Musikstücken im US-amerikanischen Rundfunk – wird von der Sängerin durchaus artikuliert. Anders als bei Shocked oder DiFranco äußert sich diese Kritik jedoch nicht als dezidiert linke Grundeinstellung. Terri Hendrix versteht ihre Lieder vielmehr als Aufforderung an den Einzelnen, seinen persönlichen Weg zu gehen. Ihr Motto und gleichzeitig auch der Untertitel ihres Labels Wilory Records: „Own your own universe“.
Kritiken: Die Local Daily News aus Philadelphia findet, dass ihre Songtexte qualitativ viele ihrer zeitgenössischen Kollegen ausstechen; sie seien reich an Bildern, machten nachdenklich und kommen stets mit einer Unterströmung an Nonkonformität. Der britische Mojo charakterisierte sie als „kesses texanisches Cowgirl“. Das Music Row Magazine entdeckte anlässlich des Erscheinens ihrer siebten CD „The Art of Removing Wallpaper“ „akustische Instrumente, Funk-Groove und eine Sängerin mit Gesinnung“. Anlässlich des Erscheinens von „Celebrate the Difference“ vergleicht das Readers Journal Terri Hendrix mit dem Dichter, Komponisten und Kinderbuchautoren Shel Silverstein. Griff Luneburg, Mitinhaber des Cactus Cafe in Austin: „Ihre Songs kommen direkt vom Herzen. Sie ist die überzeugendste unter den neuen Texas Troubadours.“

## Diskografie
Die bisher erschienenen elf Alben wurden ausnahmslos auf dem eigenen Label Wilory Records verlegt. In Deutschland erhältliche CD-Titel sind mit einem * gekennzeichnet.
- Two Dollar Shoes (1996; vergriffen)
- Wilory Farm (Juni 1998) *
- Live (Mai 1999) *
- Places In Between (Mai 2000) *
- Live in San Marcos (Mai 2001)
- The Ring (Juni 2002)
- The Art of Removing Wallpaper (Juni 2004)
- Celebrate the Difference (November 2005)
- The Spiritual Kind (August 2007)
- Left Over Alls (2008)
- Christmas on Wilory Farm (EP; 2008)

Mit Stücken vertreten auf folgenden Compilations:
- World Cafe live
- Parkinsong Volume One
- Don't mess with Texas Music Volume Two

## Auszeichnungen
- Grammy für Best Country Instrumental Performance: Dixie Chicks „Lil' Jack Slade“ (2003)
- Best Folk Act (1999, 2000, 2001; Austin Music Awards / Austin Chronicle Music Poll)
- Best Singer-Songwriter (1999; Austin Music Awards / Austin Chronicle Music Poll)
- Best New Band (1999; Austin Music Awards / Austin Chronicle Music Poll)

## Band
Vollständige Besetzung der Einspielung von „Celebrate the Difference“
- Terri Hendrix (Vocals, Acoustic Guitar, Mandolin, Harmonica)
- Lloyd Maines (Acoustic Guitar, Electric Guitar, Papoose, Mandolin, Steel Guitar, Banjo, Electric Bass, Vocals)
- Glenn Fukunaga (Upright Bass, Ukulele)
- Paul Pearcy (Percussion)
- Riley Osbourn (Keyboards)
- Dennis Ludiker (Fiddle)
- Noah Jeffries (Mandolin)
- Mark Rubin (Tuba)
- Stan Smith (Clarinet)
- Mark „Speedy“ Gonzales (Trombone)
- Joel Guzman (Accordion)
- Kids Choir: Declan Maguire, Slade Pasdar, Danielle Meador, Jacy Meador, Rainey Tsukifuji, Carolene Tsukifuji, Lily Remmert